# St. Salvator (Störnstein)

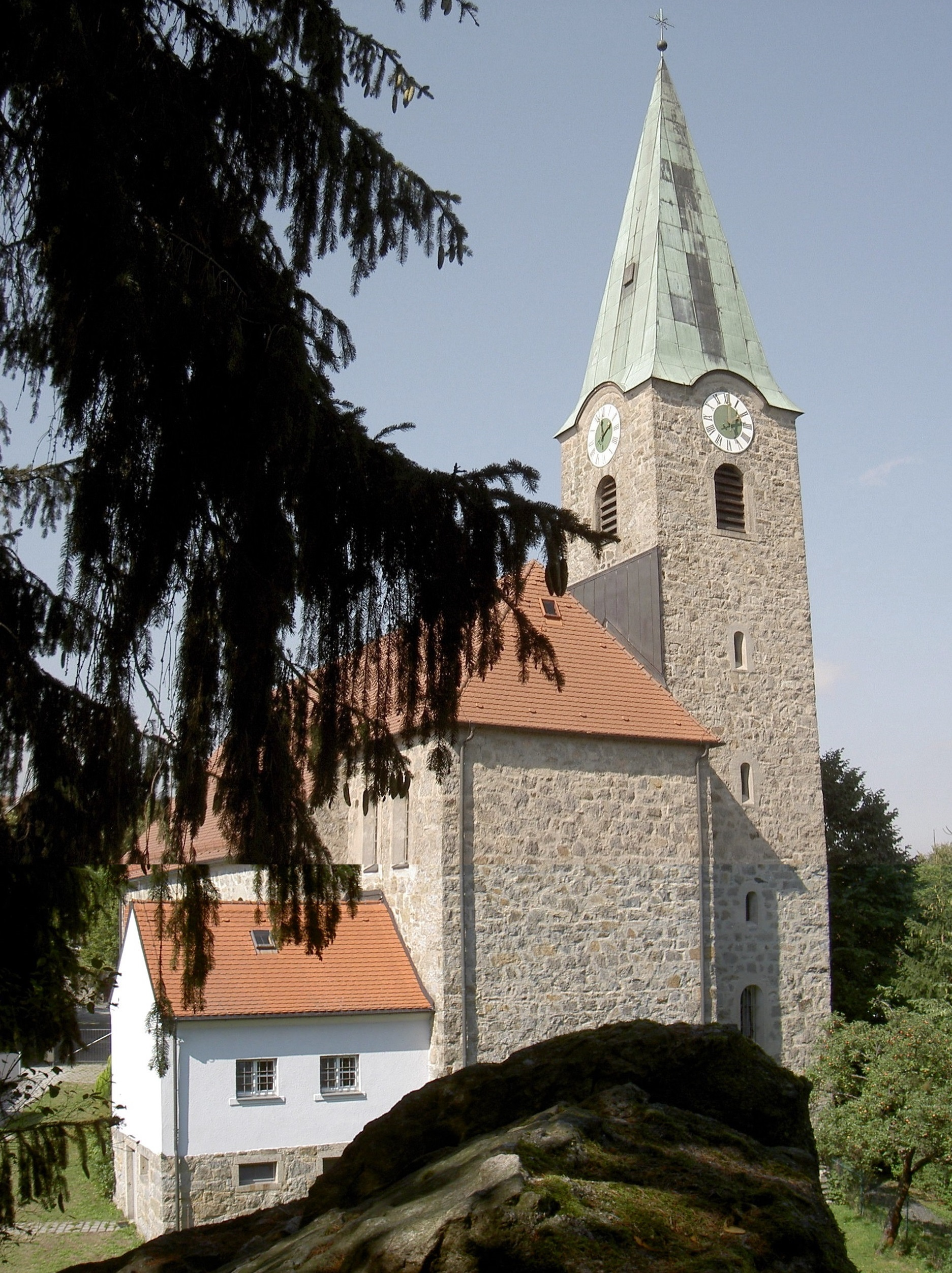
Kirche St. Salvator in Störnstein

Die römisch-katholische Expositurkirche St. Salvator auf dem Schlossberg von Störnstein gehört seit 1940 zur Pfarrei Neustadt an der Waldnaab. Davor gehörte Störnstein zur Pfarrei Püchersreuth.

## Geschichte
Am 16. April 1933 wurde mit dem Abbruch der zu klein gewordenen St.-Katharinen-Kirche begonnen. Zuvor hatte das Bayerische Landesamt für Denkmalpflege die Anweisung erteilt, dass aus der alten Kirche der rechte Seitenaltar mit fünf spätgotischen Halbreliefs (St. Barbara, St. Katharina, St. Ursula, St. Dorothea, St. Appollonia), die Kreuzigungsgruppe mit den Assistenzfiguren Maria und Johannes, eine Marienfigur mit Jesus und Drachen (heute linker Seitenaltar), eine weitere Marienfigur, eine Holzfigur Anna selbdritt (heute links im Presbyterium), das Mariahilf-Bild von 1634 des linken Seitenaltars, das Hochaltarbild St. Salvator (heute im Presbyterium links) sowie der alte Kreuzweg von Thaddäus Rabusky aus dem Jahr 1828 und die Stuhlwangen mit Rokokoschnitzwerk für die neue Kirche gesichert werden müssen (diese sind heute nicht mehr vorhanden). Zugleich wurde gewünscht, dass die neugotischen Aufbauten der Seitenaltäre nicht in die neue Kirche übernommen werden sollten.

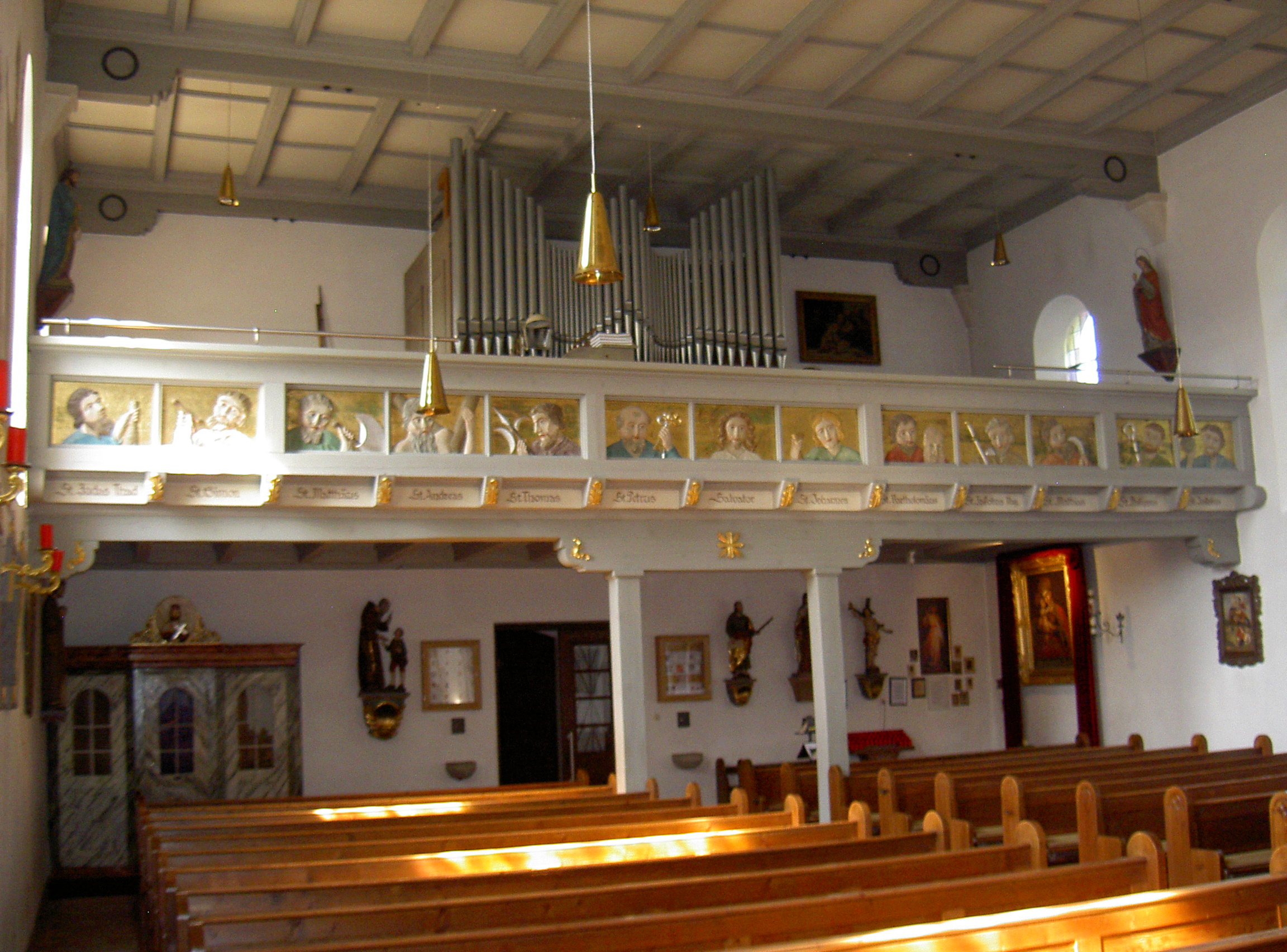
Empore und Orgelprospekt der St.-Salvator-Kirche in Störnstein

Die Kirche ist von dem Regensburger Architekt Wirthensohn geplant und unter Leitung des Baumeisters Mathes mit viel Hand- und Spanndiensten der Bevölkerung errichtet worden. Bereits am 20. Oktober 1934, dem Kirchweihtag, konnte die neue Kirche durch Pfarrer Wilhelm Hecht eingeweiht werden und im folgenden Jahr am 19. Mai 1935 wurde die Kirche von Bischof Michael Buchberger konsekriert und mit Reliquien des hl. Aurelius und des hl. Justinian ausgestattet.
Die Kirche wurde aus Granitquadern errichtet. Sie ist 26 m lang, wobei 6 m auf das Presbyterium entfallen. Das Kirchenschiff ist 7,5 m und das Presbyterium 10 m hoch. Die Kirche besitzt eine Kassettendecke. Auf jeder Seite befinden sich fünf rundbogige Fenster. Eine Empore für einen Sängerchor ist einige Meter in die Kirche hineingezogen. Ein drei Meter langer Vorbau enthält die Taufkapelle, die mit zwei Glasgemälden (Taufe Christi und Auferstehung Jesu Christi) geschmückt ist. Die Sakristei ist als verputzter Ziegelbau an die Kirche angebaut.

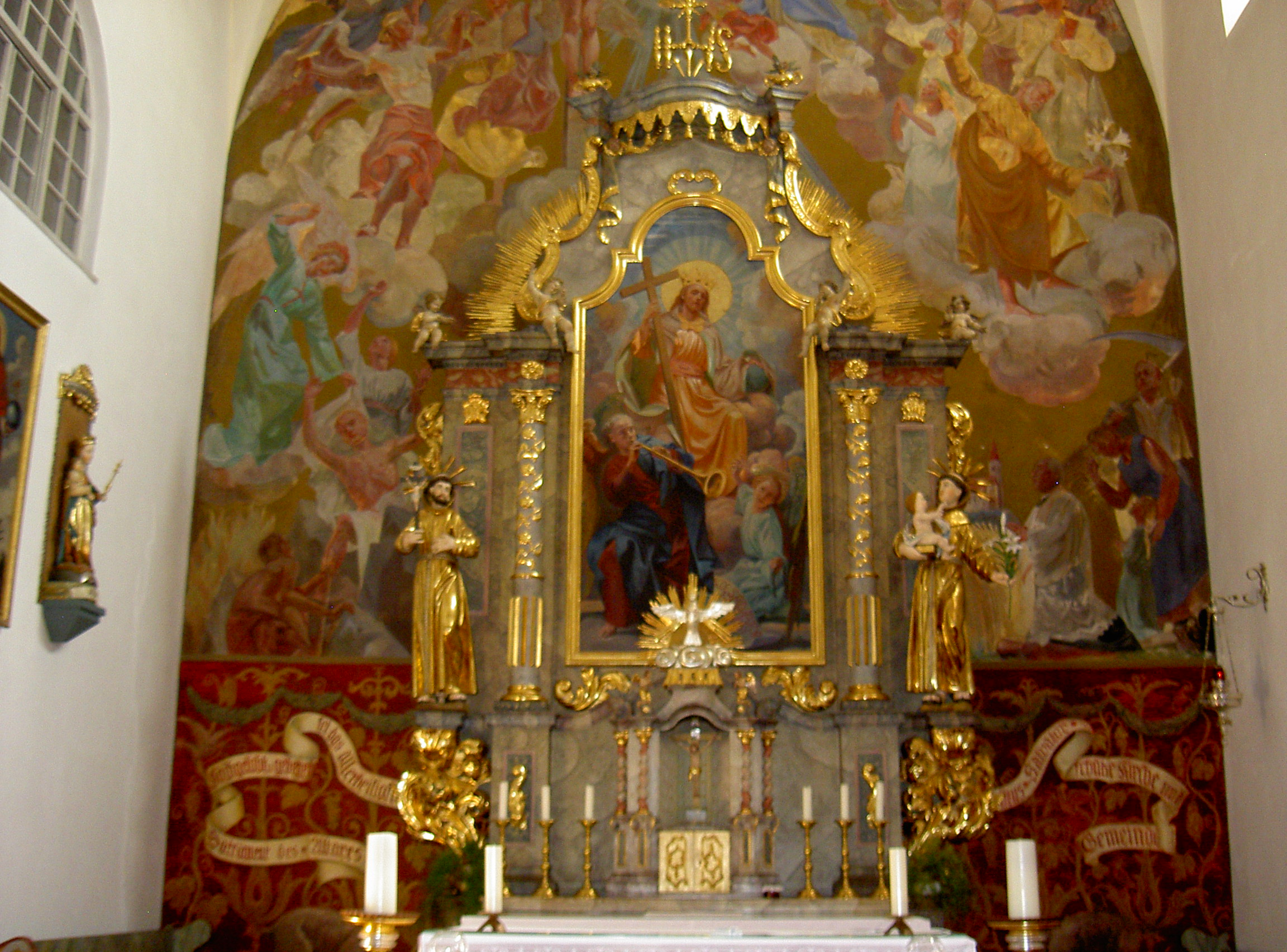
Hauptaltar der St.-Salvator-Kirche in Störnstein

## Innenausstattung
Die Malarbeiten im Chor fertigte der Weidener Maler Wilhelm Vierling an. In der Mitte ist das Bild des Salvator mundi, diese St.-Salvator-Darstellung stammt ursprünglich aus der abgegangenen Kirche St. Salvator am Hafendeck. Die umgebende Malerei öffnet den Blick in die Herrlichkeit Gottes, zu sehen ist die Heilige Dreifaltigkeit, umgeben von Engeln und Heiligen, links eine Darstellung des Fegefeuers und der leidenden Kirche, rechts der Priester, unter dem die Kirche erbaut wurde, Pfarrer Wilhelm Hecht, im Kreis der Gläubigen als Symbol der streitenden Kirche. Im Altarraum links ist das Salvatorbild mit der Anna selbdritt und der Maria mit dem Kinde.
Der linke Seitenaltar ist der Marienaltar, darüber ist eine Taube als Symbol des Heiligen Geistes und Gott Vater. Der rechte Altar ist der Katharinenaltar mit den bereits genannten fünf spätgotischen Flügelrelieffiguren. Über der Sakristeitüre sind die Figuren des Josef sowie der Petrus und Paulus angebracht.
Links und rechts an den Seitenwänden sind Fresken, welche die alte Liturgie des Meßopfers darstellen. An der Emporenwand sind die zwölf Apostel und in der Mitte wieder der Salvator mundi dargestellt. Unter der Empore ist das Mariahilf-Bild. Die Darstellung des Herzens Jesu stammt aus der Kirche von Wendelstein.
1982 wurden ein Volksaltar und Ambo in der Kirche aufgestellt.

## Glocken
Die Glocken wurden von der abgerissenen Katharinenkapelle übertragen. 1934 kam noch eine weitere Glocke hinzu, gestiftet von Joseph, Georg und Thomas Mühlhofer von Neustadt an der Waldnaab mit der Aufschrift Sancta Maria – ora pro nobis. Sie waren auf fis, gis und h gestimmt. Das Gewicht betrug 13, 9 und 6 Zentner. Diese mussten 1942 im Zweiten Weltkrieg abgeliefert werden, außer der Glocke „Sancta Maria“.
Bereits am 4. November 1949 konnte Pfarrer Georg Wittmann drei neue Glocken einweihen, die wieder von der Glockengießerei Hamm in Regensburg gegossen worden waren. Es sind dies die Glocken „Salvator Mundi – Miserere nobis“ (650 kg; gestiftet von der Pfarrgemeinde), „Hl. Bruder Konrad – bitte für uns“ (450 kg; gestiftet von Albert und Georg Rothfischer, Maschinenfabrik) und „Beate Joseph – Ora pro nobis“ (300 kg; gestiftet von der Pfarrgemeinde). 1964 konnte ein elektrisches Geläut eingebaut werden.

## Orgel
1954 konnte eine Orgel erworben werden.

## Weitere Baulichkeiten
Die Pfarrgemeinde Störnstein verfügt auch über einen eigenen Friedhof. Bis 1894 wurden die Verstorbenen im Friedhof von Püchersreut begraben, ab dem 15. Januar 1895 wurde der neue Friedhof der Expositur Störnstein eröffnet. Der Friedhof wurde zwischen 1972 und 1983 erweitert und saniert. Die Verstorbenen wurden bis 1975 im eigenen Haus bis zur Bestattung aufbewahrt, seitdem werden sie in das Leichenhaus von Neustadt an der Waldnaab gebracht.
Obwohl hier nur eine Expositur eingerichtet ist, besitzt Störnstein auch einen eigenen Pfarrhof. 1924/25 erwarb die Gemeinde Störnstein ein Grundstück und ließ darauf einen Pfarrhof errichten. Das Bistum Regensburg beteiligte sich finanziell daran, und auch die Gemeindemitglieder halfen durch Robotleistungen sowie Hafer- und Getreidekollekten. 1926 konnte als erster Pfarrer Andrea Kopp einziehen, 1927 folgte ihm der Geistliche Rat Wilhelm Hecht, der in Störnstein nach seiner Pensionierung auch seinen Ruhestand († 1941) verbrachte. 1941 wurde der Geistliche Rat Konrad Krapf von Winklarn nach Störnstein versetzt, musste aber wegen einer Kriegsverwundung bereits 1946 in den Ruhestand treten. Ihm folgte im gleichen Jahr Georg Wittmann, ein Flüchtlingsgeistlicher aus der Diözese Budweis nach. 1954 wurde er von Expositus Franz Skrzeczk von der Stadtpfarrei Sulzbach abgelöst. Seit 1. September 2000 wirkt hier der Stadtpfarrer BGR Josef Häring als Leiter der Pfarreiengemeinschaft.